# Sergei Wladimirowitsch Kisseljow
Sergei Wladimirowitsch Kisseljow (russisch Сергей Владимирович Киселёв, wiss. Transliteration Sergej Vladimirovič Kiselëv; * 4. Julijul. / 17. Juli 1905greg. in Mytischtschi; † 8. November 1962 in Moskau) war ein sowjetischer Archäologe und Historiker. Er beschäftigte sich vor allem mit der Bronzezeit sowie altertümlicher und mittelalterlicher Geschichte der Völker Südsibiriens und der Mongolei.
Kisseljow machte 1926 seinen Abschluss an der Lomonossow-Universität in Moskau. Ab dem Jahr 1927 forschte Kisseljow im Altaigebirge, Chakassien, Tuwa und in Zentralkasachstan. Von 1930 an war er wissenschaftlicher Mitarbeiter an der Staatlichen Akademie für Geschichte der Materiellen Kultur (Государственная академия истории материальной культуры), welche später das Institut für Archäologie der Sowjetischen Akademie der Wissenschaften wurde. 1939 wurde Kisseljow Universitätsprofessor in Moskau. Von 1949 bis zu seinem Tod war er Chefredakteur der Zeitschrift Bote der altertümlichen Geschichte (russ. «Вестник древней истории»). Kisseljows archäologische Forschungen mündeten im Buch Altertümliche Geschichte Südsibiriens (russ. Древняя история Южной Сибири), das 1949 veröffentlicht wurde und für das er 1950 den Staatspreis der UdSSR erhielt. Von 1949 bis 1950 leitete er die Sowjetisch-Mongolische Expedition, unter der die mongolischen Ruinenstätten Chara-Balgas (Хара-Балгас) und Karakorum ausgegraben und untersucht wurden. In den Jahren 1957 bis 1961 untersuchte er in Transbaikalien unter anderem den Konduiski Palast (Кондуйский дворец) und die Stadt Chirchira (Хирхира). Seit 1953 war Kisseljow korrespondierendes Mitglied der sowjetischen Akademie der Wissenschaften. Eine Schülerin Kisseljows war Elga Wadezkaja.
Kisseljow wurde für seine Verdienste unter anderem mit dem Leninorden sowie mit dem Orden „Zeichen der Ehre“ (Орден «Знак Почёта») ausgezeichnet.
Kisseljow war mit der Prähistorikerin Lidija Jewtjuchowa verheiratet. Ihre Gräber befinden sich auf dem Moskauer Nowodewitschi-Friedhof.